# Portari
Portari – wieś w Rumunii, w okręgu Vaslui, w gminie Zăpodeni. W 2011 roku liczyła 633 mieszkańców.